# ایستگاه بعدی بهشت (فیلم ۱۹۸۰)
ایستگاه بعدی، بهشت (انگلیسی: Next Stop Paradise) نام یک فیلم دانمارکی در ژانر درام عاشقانه است.